# داجون استرلینگ
داجون استرلینگ (به انگلیسی: Dujon Sterling) (زاده ۲۴ اکتبر ۱۹۹۹) بازیکن فوتبال اهل انگلستان است.
وی عضو باشگاه فوتبال چلسی است.

## زندگی حرفه‌ای
استرلینگ در لندن به دنیا آمد و خانواده او از مهاجران جاماکاییایی بودند. استرلینگ در سال ۲۰۰۷ در تیم زیر ۸ سال به چلسی پیوست و در ۱۹ سالگی اولین بازی خود را در لیگ جوانان یوفا در برابر باشگاه فوتبال اسپورتینگ پرتغال در دسامبر ۲۰۱۴ انجام داد.